# Prémios do Cinema Europeu de 2004
A 17ª Edição dos Prémios do Cinema Europeu (em inglês: 17th European Film Awards) foi apresentada no dia 11 de dezembro de 2004, por Juanjo Puigcorbé e Maria de Medeiros. Esta edição ocorreu em Barcelona, Espanha.

## Vencedores e nomeados
A cor de fundo       indica os vencedores.

### Melhor filme
| Filme                 | Título no Brasil        | Título em Portugal       | Diretor/Realizador   | Produção (país) |
| --------------------- | ----------------------- | ------------------------ | -------------------- | --------------- |
| Gegen die Wand        | Contra a Parede         | Head On - A Esposa Turca | Fatih Akın           | Alemanha        |
| Ett hål i mitt hjärta | Um Vazio em Meu Coração |                          | Lukas Moodysson      | Suécia          |
| La mala educación     | Má Educação             | Má Educação              | Pedro Almodóvar      | Espanha         |
| Les choristes         | A Voz do Coração        | Os Coristas              | Christophe Barratier | França / Suíça  |
| Mar adentro           | Mar Adentro             | Mar Adentro              | Alejandro Amenábar   | Espanha         |
| Vera Drake            | O Segredo de Vera Drake | Vera Drake               | Mike Leigh           | Reino Unido     |

### Melhor realizador/diretor
| Realizador/Diretor | Nacionalidade (país) | Filme                            | Título no Brasil  | Título em Portugal       |
| ------------------ | -------------------- | -------------------------------- | ----------------- | ------------------------ |
| Alejandro Amenábar | Espanha              | Mar adentro                      | Mar Adentro       | Mar Adentro              |
| Fatih Akın         | Alemanha             | Gegen die Wand                   | Contra a Parede   | Head On - A Esposa Turca |
| Pedro Almodóvar    | Espanha              | La mala educación                | Má Educação       | Má Educação              |
| Theo Angelopoulos  | Grécia               | Trilogia – To livadi pou dakrizi |                   |                          |
| Nimród Antal       | Hungria              | Kontroll                         |                   |                          |
| Agnès Jaoui        | França               | Comme une image                  | Questão de Imagem | Olhem para Mim           |

### Melhor ator
| Ator          | Nacionalidade (país) | Filme                        | Título no Brasil                    | Título em Portugal                        |
| ------------- | -------------------- | ---------------------------- | ----------------------------------- | ----------------------------------------- |
| Javier Bardem | Espanha              | Mar adentro                  | Mar Adentro                         | Mar Adentro                               |
| Daniel Brühl  | Alemanha             | Die fetten Jahre sind vorbei | Os Edukadores                       | Os Edukadores                             |
| Bruno Ganz    | Suíça                | Der Untergang                | A Queda! As Últimas Horas de Hitler | A Queda: Hitler e o Fim do Terceiro Reich |
| Gérard Jugnot | França               | Les choristes                | A Voz do Coração                    | Os Coristas                               |
| Bogdan Stupka | Reino Unido          | Svoi                         |                                     |                                           |
| Birol Ünel    | Alemanha             | Gegen die Wand               | Contra a Parede                     | Head On - A Esposa Turca                  |

### Melhor atriz
| Atriz                  | Nacionalidade (país) | Filme          | Título no Brasil        | Título em Portugal       |
| ---------------------- | -------------------- | -------------- | ----------------------- | ------------------------ |
| Imelda Staunton        | Reino Unido          | Vera Drake     | O Segredo de Vera Drake | Vera Drake               |
| Sarah Adler            | França               | Notre musique  | Nossa Música            | A Nossa Música           |
| Valeria Bruni Tedeschi | Itália               | 5 × 2          | O Amor em 5 Tempos      | 5 × 2                    |
| Penélope Cruz          | Espanha              | Non ti muovere | Não Se Mova             | Não Te Movas             |
| Sibel Kekilli          | Alemanha             | Gegen die Wand | Contra a Parede         | Head On - A Esposa Turca |
| Assi Levy              | Israel               | Avanim         |                         |                          |

### Melhor argumentista/roteirista
| Argumentista/Roteirista       | Nacionalidade (país) | Filme             | Título no Brasil  | Título em Portugal       |
| ----------------------------- | -------------------- | ----------------- | ----------------- | ------------------------ |
| Agnès Jaoui Jean-Pierre Bacri | França               | Comme une image   | Questão de Imagem | Olhem para Mim           |
| Fatih Akın                    | Alemanha             | Gegen die Wand    | Contra a Parede   | Head On - A Esposa Turca |
| Pedro Almodóvar               | Espanha              | La mala educación | Má Educação       | Má Educação              |
| Alejandro Amenábar Mateo Gil  | Espanha              | Mar adentro       | Mar Adentro       | Mar Adentro              |
| Jean-Luc Godard               | França/ Suíça        | Notre musique     | Nossa Música      | A Nossa Música           |
| Paul Laverty                  | Reino Unido          | Ae Fond Kiss...   | Apenas um Beijo   |                          |

### Melhor diretor de fotografia
| Diretor de fotografia           | Nacionalidade (país)          | Filme                            | Título no Brasil          | Título em Portugal            |
| ------------------------------- | ----------------------------- | -------------------------------- | ------------------------- | ----------------------------- |
| Eduardo Serra                   | Portugal                      | Girl with a Pearl Earring        | Moça com Brinco de Pérola | Rapariga com Brinco de Pérola |
| Javier Aguirresarobe            | Espanha                       | Mar adentro                      | Mar Adentro               | Mar Adentro                   |
| José Luis Alcaine               | Espanha                       | La mala educación                | Má Educação               | Má Educação                   |
| Lajos Koltai                    | Hungria                       | Being Julia                      | Adorável Júlia            | As Paixões de Júlia           |
| Alwin H. Küchler Marcel Zyskind | Alemanha · Dinamarca/ Polónia | Code 46                          | Código 46                 | Código 46                     |
| Andreas Sinanos                 | Grécia                        | Trilogia – To livadi pou dakrizi |                           |                               |

### Melhor compositor
| Compositor           | Nacionalidade (país) | Filme                             | Título no Brasil            | Título em Portugal               |
| -------------------- | -------------------- | --------------------------------- | --------------------------- | -------------------------------- |
| Bruno Coulais        | França               | Les Choristes                     | A Voz do Coração            | Os Coristas                      |
| Alexandre Desplat    | França               | Girl with a Pearl Earring         | Moça com Brinco de Pérola   | Rapariga com Brinco de Pérola    |
| The Free Association | Reino Unido          | Code 46                           | Código 46                   | Código 46                        |
| Alberto Iglesias     | Espanha              | La mala educación Te doy mis ojos | Má Educação Leve Meus Olhos | Má Educação Dou-te os Meus Olhos |
| Eleni Karaindrou     | Grécia               | Trilogia – To livadi pou dakrizi  |                             |                                  |
| Stephen Warbeck      | Reino Unido          | De Zaak Alzheimer                 | O Caso Alzheimer            |                                  |

### Melhor documentário
| Documentário                              | Título no Brasil | Título em Portugal   | Diretor/Realizador             | Produção (país)                    |
| ----------------------------------------- | ---------------- | -------------------- | ------------------------------ | ---------------------------------- |
| Darwin's Nightmare                        |                  | O Pesadelo de Darwin | Hubert Sauper                  | Áustria / França / Bélgica         |
| Aileen: Life and Death of a Serial Killer |                  |                      | Nick Broomfield Joan Churchill | Reino Unido                        |
| Die Spielwütigen                          |                  |                      | Andres Veiel                   | Alemanha                           |
| La pelota vasca. La piel contra la piedra |                  |                      | Julio Medem                    | Espanha                            |
| Le monde selon Bush                       |                  |                      | William Karel                  | França                             |
| Machssomim                                |                  |                      | Yoav Shamir                    | Israel                             |
| The Last Victory                          |                  |                      | John Appel                     | Países Baixos                      |
| Touch the Sound                           |                  |                      | Thomas Riedelsheimer           | Alemanha / Reino Unido / Finlândia |

### Filme revelação
| Filme                 | Título no Brasil | Título em Portugal | Diretor/Realizador           | Produção (país) |
| --------------------- | ---------------- | ------------------ | ---------------------------- | --------------- |
| Certi bambini         |                  |                    | Andrea Frazzi Antonio Frazzi | Itália          |
| Brodeuses             |                  | Bordadeiras        | Éléonore Faucher             | França          |
| Kroko                 |                  |                    | Sylke Enders                 | Alemanha        |
| Or                    |                  |                    | Keren Yedaya                 | Israel          |
| Ta divna Splitska noc |                  |                    | Arsen Anton Ostojić          | Croácia         |
| Vremya zhatvy         |                  |                    | Marina Razbezhkina           | Rússia          |

### Prémio FIPRESCI
| Filme                            | Título no Brasil | Título em Portugal | Diretor/Realizador | Produção (país) |
| -------------------------------- | ---------------- | ------------------ | ------------------ | --------------- |
| Trilogia – To livadi pou dakrizi |                  |                    | Theo Angelopoulos  | Grécia          |

### Melhor curta-metragem
Os nomeados para Melhor Curta-Metragem foram selecionados por um júri independente em vários festivais de cinema por toda a Europa.
| Curta-metragem                             | Diretor/Realizador            | Produção (país)  | Festival                  |
| ------------------------------------------ | ----------------------------- | ---------------- | ------------------------- |
| J'attendrai le suivant…                    | Philippe Orreindy             | França           | Festival de Gent          |
| Les baisers des autres                     | Carine Tardieu                | França           | Festival de Valladolid    |
| Poveste La Scara 'C'                       | Cristian Nemescu              | Roménia          | Festival de Angers        |
| Un cartus de Kent si un pachet de cafea    | Cristi Puiu                   | Roménia          | Festival de Berlim        |
| Fender Bender                              | Daniel Elliott                | Estónia          | Festival de Tampere       |
| Alt I Alt                                  | Torbjørn Skårild              | Noruega          | Festival de Cracóvia      |
| Panique au village: Les voleurs des cartes | Vincent Patar Stéphane Aubier | Bélgica / França | Festival de Grimstad      |
| Love Me or Leave Me Alone                  | Duane Hopkins                 | Reino Unido      | Festival de Vila do Conde |
| Ich und das Universum                      | Hajo Schomerus                | Alemanha         | Festival de Sarajevo      |
| La Nariz De Cleopatra                      | Richard Jordan                | Espanha          | Festival de Edimburgo     |
| Goodbye                                    | Steve Hudson                  | Alemanha         | Festival de Veneza        |
| 7:35 de la mañana                          | Nacho Vigalondo               | Espanha          | Festival de Drama         |

### Melhor filme não europeu
| Filme                                 | Título no Brasil                          | Título em Portugal             | Diretor/Realizador | Produção (país)                                    |
| ------------------------------------- | ----------------------------------------- | ------------------------------ | ------------------ | -------------------------------------------------- |
| 2046                                  | 2046 - Os Segredos do Amor                | 2046                           | Kar-Wai Wong       | França / Chile                                     |
| Bin-jip                               | Casa Vazia                                | Ferro 3                        | Ki-duk Kim         | Coreia do Sul / Japão                              |
| Diarios de motocicleta                | Diários de Motocicleta                    | Diários de Che Guevara         | Walter Salles      | Argentina / Brasil / Chile / Peru / Estados Unidos |
| Eternal Sunshine of the Spotless Mind | Brilho Eterno de uma Mente sem Lembranças | O Despertar da Mente           | Michel Gondry      | Estados Unidos                                     |
| Fahrenheit 9/11                       | Fahrenheit 11 de Setembro                 | Fahrenheit 9/11                | Michael Moore      | Estados Unidos                                     |
| Maria Full of Grace                   | Maria Cheia de Graça                      | Maria Cheia de Graça           | Joshua Marston     | Estados Unidos / Colômbia                          |
| Moolaadé                              |                                           |                                | Ousmane Sembène    | Burquina Fasso / Marrocos / Tunísia / Camarões     |
| Oldboy                                | Oldboy                                    | Oldboy - Velho amigo           | Chan-wook Park     | Coreia do Sul / Japão                              |
| Shi mian mai fu                       | O Clã das Adagas Voadoras                 | O Segredo dos Punhais Voadores | Yimou Zhang        | Chile                                              |

### Prémio de carreira
- Carlos Saura

### Prémio de mérito europeu no Cinema Mundial
- Liv Ullmann

### Prémio do Público
O vencedor dos Prémios Jameson Escolha do Público foram escolhidos por votação on-line.

#### Melhor realizador/diretor
| Realizador/Diretor   | Nacionalidade (país) | Filme                            | Título no Brasil           | Título em Portugal       |
| -------------------- | -------------------- | -------------------------------- | -------------------------- | ------------------------ |
| Fatih Akın           | Alemanha             | Gegen die Wand                   | Contra a Parede            | Head On - A Esposa Turca |
| Pedro Almodóvar      | Espanha              | La mala educación                | Má Educação                | Má Educação              |
| Theo Angelopoulos    | Grécia               | Trilogia – To livadi pou dakrizi |                            |                          |
| Bernardo Bertolucci  | Itália               | The Dreamers                     | Os Sonhadores              | Os Sonhadores            |
| Julie_Bertuccelli    | França               | Depuis qu'Otar est parti…        | Desde que Otar Partiu      |                          |
| Icíar Bollaín        | Espanha              | Te doy mis ojos                  | Leve Meus Olhos            | Dou-te os Meus Olhos     |
| Richard Curtis       | Reino Unido          | Love Actually                    | Simplesmente Amor          | O Amor Acontece          |
| Patrice Leconte      | França               | Confidences trop intimes         | Confidências Muito Íntimas |                          |
| Hilmar Oddsson       | Islândia             | Kaldaljós                        |                            |                          |
| Michael Winterbottom | Reino Unido          | Code 46                          | Código 46                  | Código 46                |

#### Melhor ator
| Ator                     | Nacionalidade (país) | Filme                           | Título no Brasil          | Título em Portugal            |
| ------------------------ | -------------------- | ------------------------------- | ------------------------- | ----------------------------- |
| Daniel Brühl             | Alemanha             | Was nützt die Liebe in Gedanken |                           |                               |
| Sergio Castellitto       | Itália               | Non ti muovere                  | Não Se Mova               | Não Te Movas                  |
| Daniel Craig             | Reino Unido          | The Mother                      | Recomeçar                 | A Mãe                         |
| Colin Farrell            | Irlanda              | Intermission                    | Dias Selvagens            | Intervalo                     |
| Colin Firth              | Reino Unido          | Girl with a Pearl Earring       | Moça com Brinco de Pérola | Rapariga com Brinco de Pérola |
| Hugh Grant               | Reino Unido          | Love Actually                   | Simplesmente Amor         | O Amor Acontece               |
| Thomas Kretschmann       | Alemanha             | Immortel (ad vitam)             |                           | Imortal                       |
| Fele Martínez            | Espanha              | La mala educación               | Má Educação               | Má Educação                   |
| Ingvar Eggert Sigurðsson | Islândia             | Kaldaljós                       |                           |                               |
| Birol Ünel               | Turquia/ Alemanha    | Gegen die Wand                  | Contra a Parede           | Head On - A Esposa Turca      |

#### Melhor atriz
| Atriz              | Nacionalidade (país) | Filme               | Título no Brasil | Título em Portugal   |
| ------------------ | -------------------- | ------------------- | ---------------- | -------------------- |
| Penélope Cruz      | Espanha              | Non ti muovere      | Não Se Mova      | Não Te Movas         |
| Fanny Ardant       | França               | Nathalie…           | Nathalie X       | Nathalie             |
| Emmanuelle Béart   | França               | Nathalie…           | Nathalie X       | Nathalie             |
| Eva Green          | França               | The Dreamers        | Os Sonhadores    | Os Sonhadores        |
| Isabelle Huppert   | França               | Ma mère             |                  | Minha Mãe            |
| Laia Marull        | Espanha              | Te doy mis ojos     | Leve Meus Olhos  | Dou-te os Meus Olhos |
| Samantha Morton    | Reino Unido          | Code 46             | Código 46        | Código 46            |
| Charlotte Rampling | Reino Unido          | Immortel (ad vitam) |                  | Imortal              |
| Anne Reid          | Reino Unido          | The Mother          | Recomeçar        | A Mãe                |
| Paz Vega           | Espanha              | Carmen              |                  | Carmen               |

## Netografia
- «Vencedores dos EFA 2004» (em inglês)
- «Nomeados para os EFA 2004» (em inglês)